# Semisonic
Semisonic är ett amerikanskt rockband som bildades i Minneapolis i Minnesota 1995. Bandet består av tre medlemmar: Dan Wilson (sång, gitarr) John Munson (basgitarr, sång, keyboard) och Jacob Slichter (trummor, slagverk, keyboard). Wilson och Munson har tidigare även spelat tillsammans i bandet Trip Shakespeare. Deras mest kända låt torde vara Closing Time från 1998.

## Diskografi
Studioalbum
- 1996 – Great Divide
- 1998 – Feeling Strangely Fine
- 2001 – All About Chemistry

Livealbum
- 2003 – One Night at First Avenue

EP
- 1993 – Pleasure (demo)
- 1995 – Pleasure (EP)
- 1998 – Singing in My Sleep

Singlar
- 1996 – "Down in Flames"
- 1996 – "F.N.T."
- 1996 – "Delicious"
- 1996 – "If I Run"
- 1998 – "Closing Time"
- 1998 – "Singing in My Sleep"
- 1999 – "Secret Smile"
- 2001 – "Chemistry"
- 2001 – "Get a Grip"
- 2001 – "Over My Head"